# اتاق فرار (فیلم)
اتاق فرار (انگلیسی: Escape Room) فیلمی به کارگردانی آدام روبیتل در ژانر تریلر روان‌شناختی است که در سال ۲۰۱۹ منتشر شد. از بازیگران آن می‌توان به تایلر لابین و دیورا ان ول و تیلور راسل و لوگان میلر اشاره کرد.
در نهم اوت سال ۲۰۱۷ میلادی خبری مبنی بر تولید فیلمی رمزآلود و هیجانی تحت عنوان "The Maze" توسط کارگردان سرشناس "آدام روبیتل" منتشر شد، در اواخر سال ۲۰۱۷ مراحل ساخت و فیلمبرداری این فیلم در آفریقای جنوبی کلید خورد.

## خلاصه داستان
چند مرد و زن غریبه، به خیال بردن جایزه ای ۱۰ هزار دلاری، وارد ساختمانی می‌شوند، که فرار از آن تقریباً غیرممکن است.

## بازیگران
- تیلور راسل در نقش زوی دیویس ، (دانشجوی جوان دانشگاه دختر سیاه‌پوست)
- لوگان میلر در نقش بن میلر (پسر جوان)
- دبورا آن ول در نقش آماندا
- جی الیس در نقش جیسون (کارمند سیاه‌پوست)
- تایلر لابین در نقش مایک (کارگر معدن)
- نیک دودانی در نقش دنی (پسرک گیمر)
- یوریک ون واگنینگن در نقش مدیر بازی

## دلیل تأخیر در اکران فیلم اتاق فرار در لهستان
در ژانویه سال ۲۰۱۸ میلادی عنوان شد که مراحل تولید این فیلم بیش از پیش‌بینی صورت گرفته زمان برده‌است و مشکلاتی در مراحل تولید آن رخ داده‌است و تولید فیلم تا سپتامبر ۲۰۱۸ به طول خواهد انجامید. در مِی ماه همین سال اعلام شد که نام این فیلم به Escape Room یا اتاق فرار تبدیل شده‌است.
و همچنین اعلام شد که در تاریخ ۳۰ نوامبر همان سال منتشر خواهد شد. یک ماه بعد، تاریخ اکران این فیلم به ۱ فوریه ۲۰۱۹، و بعداً به تاریخ ۴ ژانویه ۲۰۱۹ تغییر یافت.
سازمان رسانه‌های تصویری بین‌المللی اعلام کرد که در لهستان، انتشار این فیلم برای مدتی به تأخیر خواهد افتاد، دلیل اصلی این اتفاق احترام به خانواده پنج نوجوانی که در حادثه اخیر در اتاق فراری در کازالین در آتش کشته شده‌اند.

## قسمت دوم
دنباله این فیلم با نام اتاق فرار ۲ است که باتوجه به موفقیت فیلم اتاق فرار کمپانی سونی پیکچرز ساخت دنباله آن را تأیید کرد. اتاق فرار برای اکران در تاریخ ۲۹ فروردین ۱۳۹۹ در نظر گرفته شده‌است، همچنین آدام روبیتل کارگردان و برگی اف شات فیلم نامه نویس قسمت نخست نیز برای کارگردانی و نوشتن فیلم نامه دنباله این فیلم برخواهد گشت.